# Vlag van Diksmuide
De vlag van Diksmuide werd door de gemeenteraad op 30 januari 1986 officieel vastgesteld als de gemeentelijke vlag van de West-Vlaamse gemeente Diksmuide. Op 4 november 1986 werd hij door het Bestuur van Vlaanderen bevestigd en uiteindelijk gepubliceerd op 3 december 1987 in het officiële Belgisch Staatsblad.
Officieel wordt de vlag beschreven als:
Acht even hoge banen van geel en van blauw.
De vlag is volledig gebaseerd op het gemeentewapen en ziet er dus helemaal hetzelfde uit.

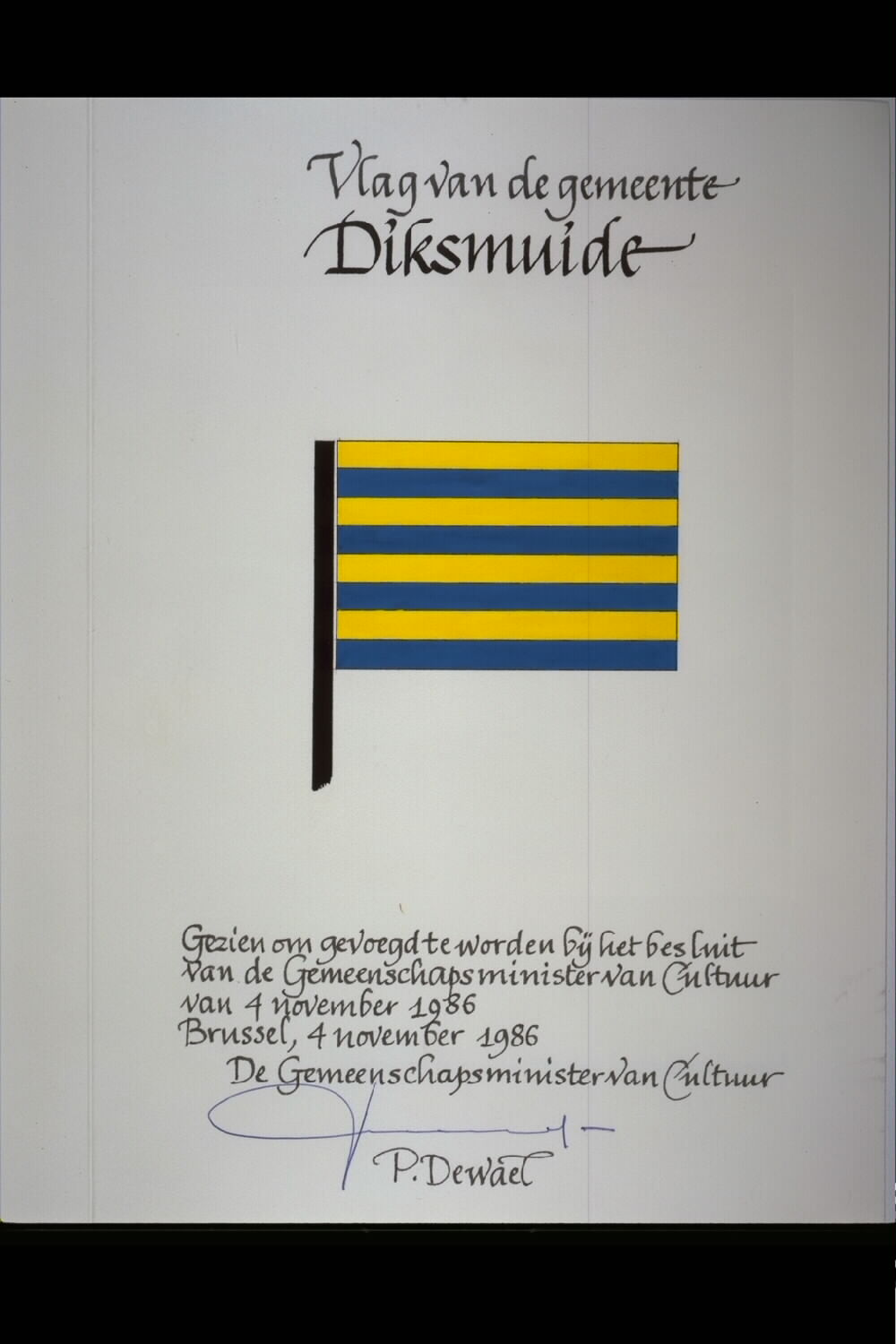
Ontwerp vlag getekend door Patrick Dewael